# Brody (hromada)
Brody – hromada miejska w rejonie złoczowskim obwodu lwowskiego Ukrainy. Siedzibą hromady są Brody.
Hromadę utworzono w ramach reformy decentralizacji 19 lipca 2020 r. .

## Miejscowości hromady
W skład hromady wchodzi 1 miasto i 50 wsi

- Brody – miasto, siedziba hromady
- Antosia
- Berlin
- Bielawce
- Bołdury
- Boratyn
- Bordulaki
- Buczyna
- Dytkowce
- Gaje
- Gaje Dytkowieckie
- Gaje Smoleńskie
- Gaje Suchodolskie
- Grzymałówka
- Hałuszyn
- Hołoskowice
- Horbali
- Horany
- Jazłowczyk
- Kąty
- Kizia
- Klekotów
- Kołpin Stawek
- Komarówka
- Koniuszków
- Korolówka
- Korsów
- Kozaczyzna
- Lasowe
- Leszniów
- Lipina
- Łahodów
- Midno
- Monastyrek
- Mytnica
- Pańkowa
- Pereliski
- Piaski
- Pidhirja
- Ponikowica
- Ponikwa
- Sałaszka
- Smolno
- Stanisławczyk
- Suchodoły
- Suchota
- Suchowola
- Sydonówka
- Sznyrów
- Wydry
- Zbroje